# Emberiza sulphurata
El escribano japonés (Emberiza sulphurata) es una especie de ave paseriforme de la familia Emberizidae propia de Japón y Filipinas.

## Descripción
El escribano japonés mide unos 14 cm de largo. Tiene un pico corto y cónico de color gris, sus patas son pardo rosáceas y sus ojos son castaños. El macho tiene las partes superiores de tonos verdes grisáceos con veteado negro, mientras que sus partes inferiores son amarillo verdosas (con un amarillo más intenso la garganta y el vientre), con veteado de oscuro en los flancos. Presenta dos finas listas blancas en las alas, compuestas por la punta blanca de las coberteras medias y grandes. Tiene el lorum negro y una pequeña mancha también negra en la barbilla. Presenta un anillo ocular blanquecino y las plumas exteriores de la cola blancas.  Las hembras son similares a los machos pero carecen de las manchas negras de la barbilla y el lorum.

## Distribución y hábitat
El escribano japonés es un pájaro migratorio que cría en el norte del archipiélago japonés y suele pasar el invierno en el sur de Japón y Filipinas. Cría principalmente en la isla mayor de Japón, Honshū, y también en Kyūshū, y posiblemente también criara en Hokkaidō en el pasado. Se encuentra en los bosques y arboledas entre los 600 y 1500 metros sobre el nivel del mar, principalmente en las regiones del centro y norte de Honshū. Unos pocos escribanos pasan el invierno en las partes más cálidas de Japón, pero la mayoría migra más al sur, principalmente en el norte de Filipinas, aunque también hay registros en esta época en Taiwán, Hong Kong y el sureste de China, pero en todas ellas de forma escasa. Durante el invierno se encuentran en los bosques, las zonas de matorral, herbazales y campos de cultivo. Muy pocos atraviesan Corea en las migraciones tanto en primavera como en otoño.

## Comportamiento

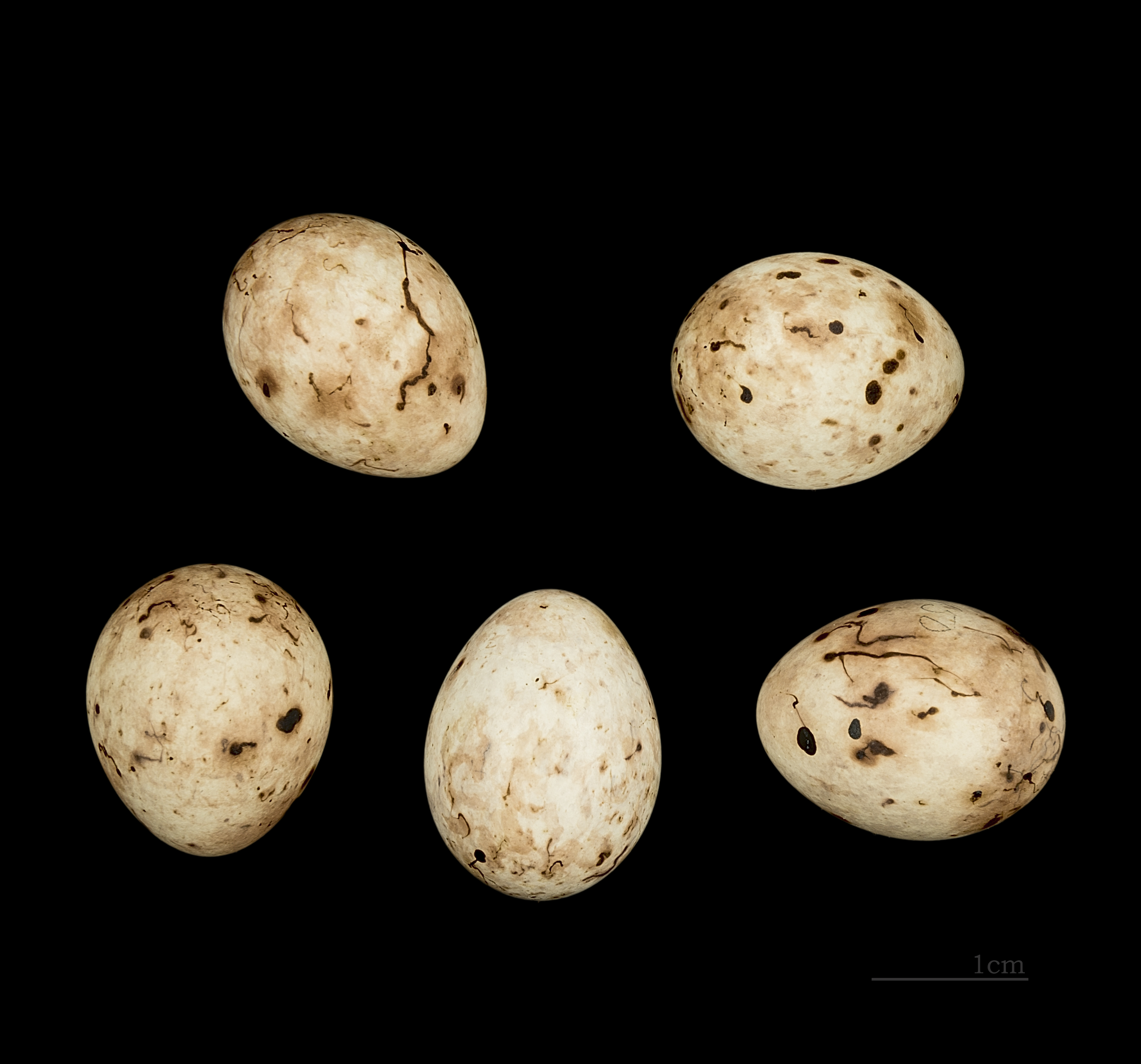
Huevos de escribano japonés.

La época de cría dura de mediados de mayo a principios de julio. Construyen su nido en arbustos o árboles bajos, y suelen poner entre tres y cinco huevos.

## Estado de conservación
El escribano japonés cría solo en Japón donde es un ave poco abundante. La población total de escribano japonés es pequeña y está en descenso por lo que la UICN lo considera una especie vulnerable. Sus principales amenazas son la pérdida de hábitat, el uso de pesticidas y las capturas para el comercio de aves de jaula.